# Jens Jürgen Korff
Jens Jürgen Korff (* 3. Juli 1960 in Aachen) ist ein deutscher Sachbuchautor.

## Leben
Nach seinem Abitur am Aachener Kaiser-Karls-Gymnasium studierte Korff von 1978 bis 1986 Geschichte, Politikwissenschaft und Biologie  an der RWTH Aachen mit dem Abschluss Magister Artium. Ein Studienschwerpunkt lag in der Geschichte der deutschen Arbeiterbewegung. Von 1990 bis 1991 war er Stadthistoriker im oberbergischen Waldbröl (ABM-Stelle Zeitzeugenbefragung). Von 1991 bis 1999 war er angestellter Werbetexter in einer Kölner Werbeagentur und hat dort u. a. Prospekte, Kataloge und Promotion-Aktionen für Sony, Kodak und Reynolds Tobacco entworfen und getextet. Von 2000 bis 2002 war er Webtexter bei ICSmedia in Münster, wo er u. a. zwei Internet-Auftritte eines Möbel- und Küchenhändlerverbandes konzipierte und textete. Seit 2002 ist er freier Werbetexter.

## Publikationen
- Der Padover-Bericht: Aachen 1944/45 (Aachen 1985)
- Gramsci in Moskau, Moskau in Gramsci. In: Utopie und Zivilgesellschaft... Antonio Gramsci, hg. v. U. Hirschfeld u. W. Rügemer (Berlin 1990), ISBN 3-88520-335-9.
- Haferspanien im Vormärz. Wirtschafts- und Sozialgeschichte des Kreises Waldbröl 1836-1848... (Blätter zur Oberbergischen Geschichte, Gummersbach 1991).
- Umwelt-Ratgeber von A-Z (Dreisam Verlag, Köln 1994), ISBN 3-89452-331-X.
- Umwelt-Lexikon mit Biss (CED CD-ROM-Verlag, Troisdorf 1997), ISBN 3-932045-07-6.
- Artikel über Entsorgung, Klima, Umwelt und Natur im Jahrbuch "Harenberg Aktuell '99-2008" (Harenberg Verlag bzw. Meyers Lexikonverlag, Dortmund 1998–2007), ISBN 978-3-411-76168-5.
- Mehrere Beiträge in Meere und Küsten. Bd. 16 der Reihe "Faszination Natur" (Wissen Media Verlag, Gütersloh 2006), ISBN 3-577-16324-0.
- Lügen mit Zahlen. Wie wir mit Statistiken manipuliert werden (mit Gerd Bosbach; Heyne Verlag, München 2011), ISBN 978-3-453-17391-0.
- Die dümmsten Sprüche aus Politik, Kultur und Wirtschaft und wie Sie gepflegt widersprechen (Westend-Verlag, Frankfurt 2015), ISBN 978-3-86489-086-4.  (Weblog zum Buch)
- Die Zahlentrickser. Das Märchen von den aussterbenden Deutschen und andere Statistiklügen. (mit Gerd Bosbach; Heyne Verlag, München 2017), ISBN 978-3-453-20132-3.